# Iburg (Görwihl)
Die Iburg, auch Rihburg oder Riburg genannt, ist die Ruine einer Spornburg im Albtal 300 Meter vom Hof Tiefenstein oberhalb des Ortsteils Tiefenstein der Gemeinde Görwihl im Landkreis Waldshut in Baden-Württemberg. Die Burg liegt auf der Markung der ehemaligen Gemeinde Buch.

## Anlage
Die Spornburg liegt auf einem 520 m ü. NN hohen Felssporn etwa 500 Meter westlich von Steinbach am linken Ufer der Alb, etwa ein Kilometer nordöstlich und flussaufwärts der Burg Tiefenstein und etwa 750 Meter nordöstlich der Wallburg Tiefenstein. Die Burg verfügte über einen Bergfried mit vorgebautem Rundturm auf einer Grundfläche von 7 mal 12 Meter und einer Mauerstärke von 1,3 Meter. Von der ehemaligen Burganlage sind noch Mauerreste des Rundturms erhalten. Metz vermutet, dass es sich dabei nicht um einen Rundturm, sondern um eine Zisterne für einen Dachbrunnen handelt, der an einem Wohnturm angebaut war. Ihm zufolge verfügte die Anlage über eine Vor- und eine Hauptburg.

## Geschichte
Die Höhenburg wurde wahrscheinlich zwischen dem 10. oder 11. Jahrhundert erbaut. Der Name Iburg ist möglicherweise von „Fliehburg“ hergeleitet, wahrscheinlicher jedoch von „Eibe“. Derartige Plätze nutzten bereits die ersten Alamannen, die bis an den Rhein vordrangen, um bei Gefahr die Familien sowie ihr Hab und Gut in Sicherheit zu bringen. Meist wurden dazu Höhenlagen bevorzugt die an mehreren Seiten steil abfallen um den feindlichen Angriff auf eine Richtung zu beschränken, wie es auch bei der Iburg der Fall ist. Ein alter Weg führte von der Burg zur nahgelegenen Siedlung Steinbach. Ebner (1950) schließt wohl deshalb daraus, dass die Burg vermutlich Sitz der Adelsfamilie von Steinbach war. Von den Adligen werden urkundlich genannt: Johann von Steinbach 1341 und 1350, Turingus 1380 und ein weiterer Johann von Steinbach im Jahre 1492. Als mögliche Erbauer der Anlage dürfen durchaus auch die Herren von Urberg in Betracht gezogen werden. Nach der Zerstörung der Burg Tiefenstein 1272 und den Machtverlust dieses gleichnamigen Geschlechts wurde die Iburg vermutlich aufgegeben. Große Teile der Burg wurden beim Bau der Albtalstraße von 1854 bis 1863 als Baumaterial abgetragen. Dabei wurde der Nordteil des Burghügels zerstört.
In der Nähe der Anlage verläuft ein Schutzwall, der so genannte Landhag. Mone beschreibt diesen, dessen Bau er Valentinian I. in der Zeit zwischen 368 und 374 zuschreibt, wie folgt: "Dieser Landhag bei Säckingen beginnt am linken Ufer der Wehra bei Öflingen und zieht sich von dort über den Bach Heidenwühre gegen Osten auf das Dorf Wieladingen bis an die Murg, wo er aufhört. Dann beginnt er wieder bei Steinbach an der Alb, geht von dort auf den Bergrücken über den Hof Steig, wo er Steinweg (Stiegstraße?) heisst, gegen Nordosten bis Aisperg." Hier bleibt zu untersuchen ob diese Befestigung, die sich in weiten Teilen parallel zur Alb hinzog, tatsächlich in jener Zeit angelegt wurde und falls ja, ob er in der Tat den Römern und nicht etwa dem dort ansässigen Alamannenstamm der Lentienser zuzuordnen ist.

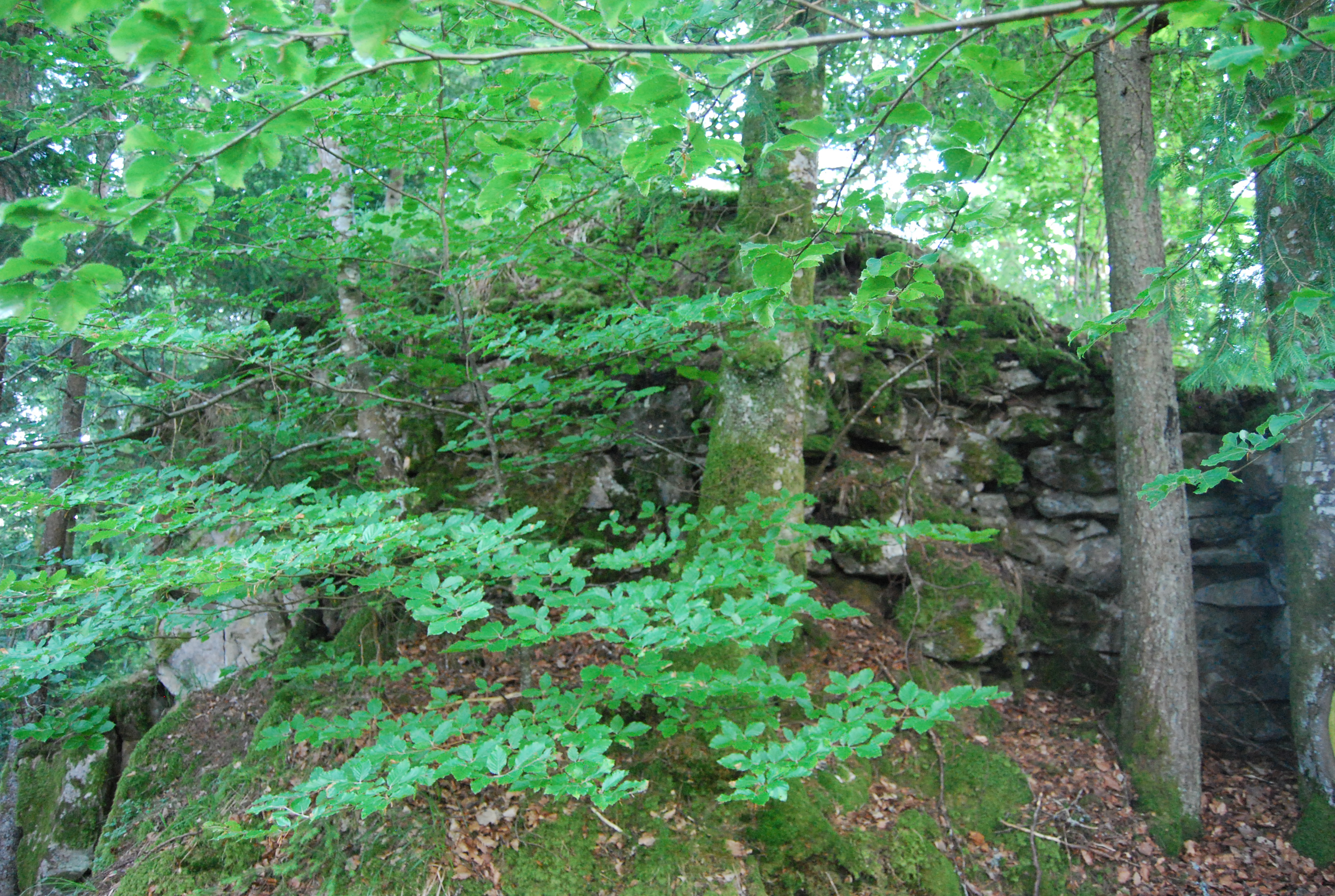
Mauerrest Rundturm
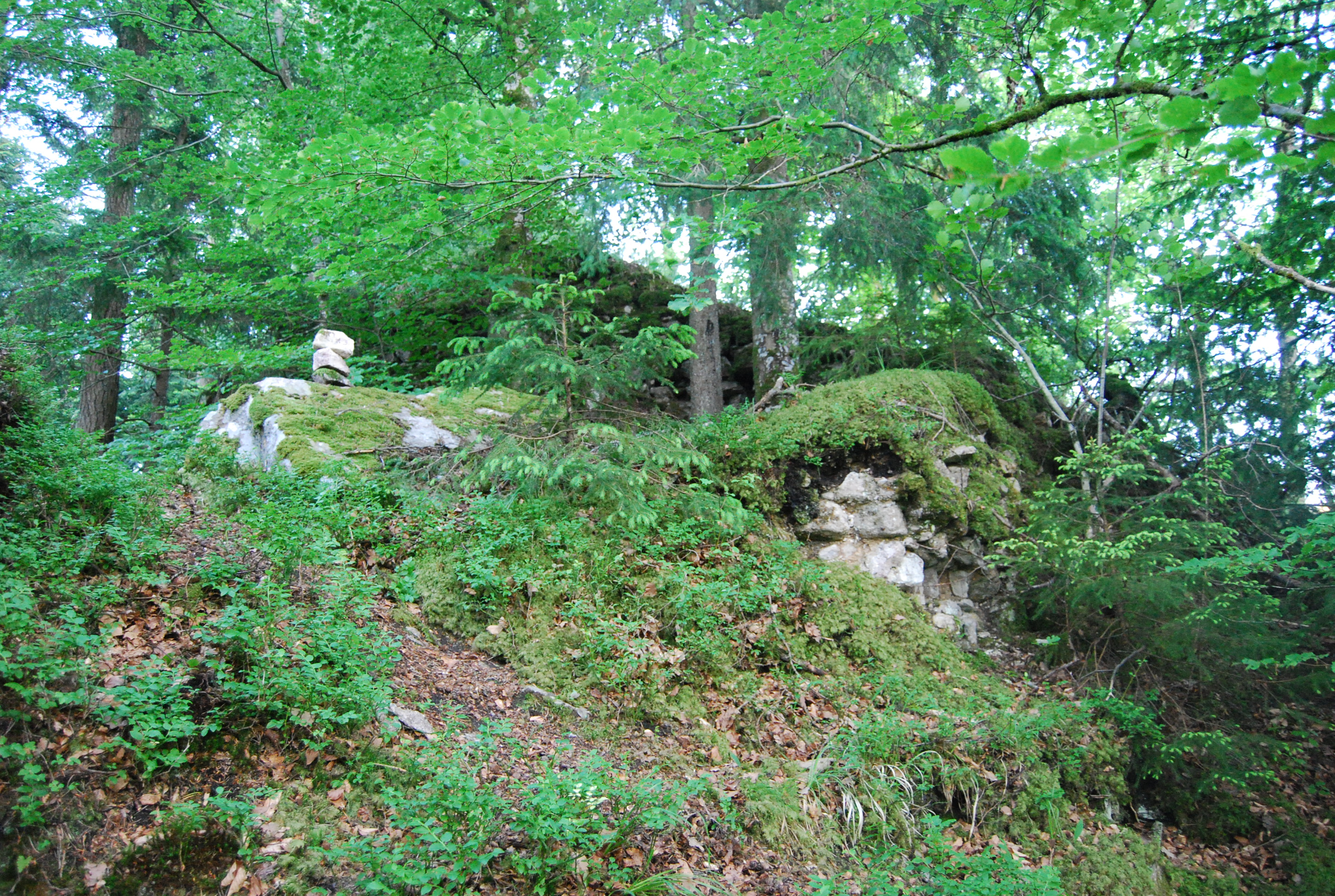
Mauerrest Wohngebäude
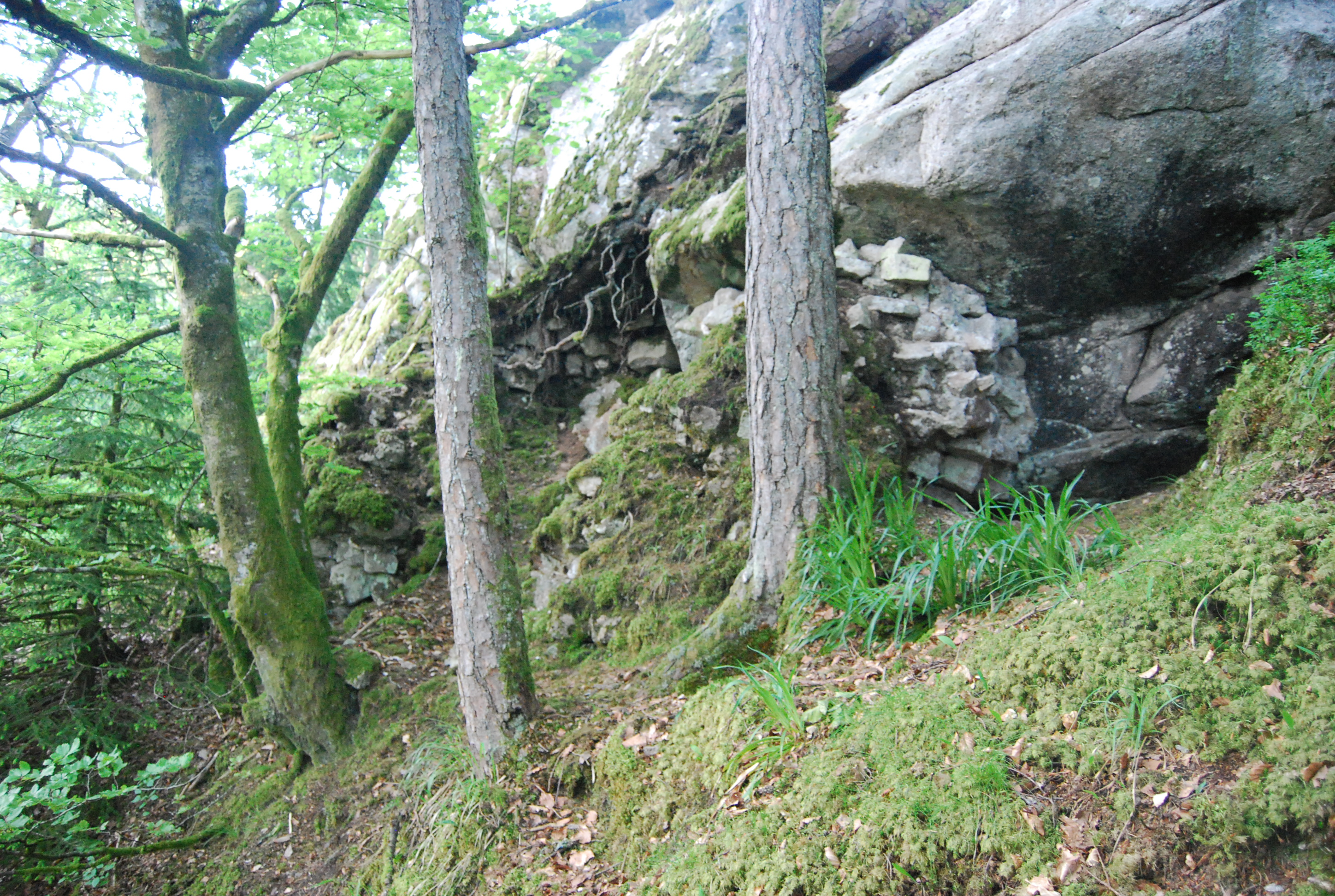
Stützmauer – Wohngebäude